# Свентский мост
Све́нтский мост (латыш. Sventes tilts) — совмещённый автомобильно-железнодорожный мост через Западную Двину неподалёку от северо-западной границы города Даугавпилса в Ликсненской и Свентской волостях Аугшдаугавского края, Латвия.

## История
Построен в 1963—1968 годах вместе с насыпью автодороги ответвления Рижское шоссе — Свенте (автомобильная дорога A14) и насыпью окружной железной дороги в обход Даугавпилсского железнодорожного узла через широкую пойму реки. Имеет четыре бетонные опоры. На одной из опор изображена шкала уровня воды в Даугаве. На мосту имеется также пешеходная зона (тротуар).
Назван по посёлку Свенте. Соединяет направления железной дороги Даугавпилс—Радвилишкис и Даугавпилс—Резекне (далее Санкт-Петербург). Металлический мост из четырёх балочных ферм и полотна автомобильного моста, с расположением на общих бетонных быках моста. Длина моста составляет 324,8 м.

## Ремонт
В 2018 и 2019 годах мост перенес ремонтные работы.
Начально ремонт был намечен в 2015 потом перенос на 2016,  и 2017 и 2018 годы. 

## Кино
Мост отражен в фильмах:
- Зимородок (фильм), Беларусьфильм, 1973 - вид моста, партизаны миной на плоту взрывают мост в Великую Отечественную войну.

- Государственная граница (фильм), Беларусьфильм, 1980, фильм 1, 1 и 2 серия - вид моста с 1:02 минуты.